# Селета
Селета́ (каз. Сілетi) — бывшее село в Аккольском районе Акмолинской области Казахстана. Входило в состав Минского сельского округа.

## География
Село располагалось в восточной части района, на расстоянии примерно 97 километров (по прямой) к востоку от административного центра района — города Акколь.
Абсолютная высота — 278 метров над уровнем моря.
Ближайшие населённые пункты: село Сазды булак — на западе, село Байконыс — на востоке.

## История
В 1989 году село входило в состав Минского сельсовета Селентинского района, как — станция Селеты.
В периоде 1991—1998 годов:
- Минский сельсовет был преобразован в сельский округ в соответствии с реформами административно-территориального устройства Республики Казахстан;
- станция Селеты была переименована и преобразована в село Селета,
- после упразднения в 1997 году Указом Президента Республики Казахстан от 28 февраля 1997 года № 3370 Селетинского района — село вместе с сельским округом было передано в административное подчинение Алексеевского района (позже переименованное в — Аккольский район Указом Президента Республики Казахстан от 14 ноября 1997 года № 3759 «О переименовании отдельных административно-территориальных единиц Акмолинской области и изменении их транскрипции»).

Постановлением акимата Акмолинской области от 10 декабря 2009 года № а-13-532 и решением Акмолинского областного маслихата от 10 декабря 2009 года № 4С-19-5 «Об упразднении и преобразовании некоторых населённых пунктов и сельских округов Акмолинской области по Аккольскому, Аршалынскому, Астраханскому, Атбасарскому, Енбекшильдерскому, Зерендинскому, Есильскому, Целиноградскому, Шортандинскому районам» (зарегистрированное Департаментом юстиции Акмолинской области 20 января 2010 года № 3344):
- село Селета было отнесено в категорию иных поселений, и исключено из учётных данных;
- в связи с упразднением Минского сельского округа (куда были административно подчинены помимо села Селета ещё 3 населённых пункта) — село Минское было передано в административное подчинение Искровского сельского округа (с 20 января 2010 года — Карасайский сельский округ согласно постановлению акимата Акмолинской области от 10 декабря 2009 года № а-13/533 и решению Акмолинского областного маслихата от 10 декабря 2009 года № 4С-19-6 «О переименовании некоторых населённых пунктов и сельских округов Акмолинской области по Аккольскому и Целиноградскому районам»).

## Население
| 1989 | 1999 | 2009 |
| ---- | ---- | ---- |
| 60   | ↘0   | ↗24  |

В 1989 году население села составляло 60 человек (из них казахи — 38 %).
По данным 1999 года, в селе не было постоянного населения. По данным переписи 2009 года, в селе проживали 24 человека (17 мужчин и 7 женщин).